# Susi Ruth Iff Kolb
Susi Ruth Iff Kolb (* 16. April 1932 in Schaffhausen; heimatberechtigt in Güttingen und später in Bern; † 21. Dezember 2023) war eine Schweizer Fotografin aus dem Kanton Schaffhausen.

## Leben und Wirken
Susi Ruth Iff Kolb kam in Schaffhausen zur Welt. Sie ist die Schwester von Otto Kolb, Architekt und Designer. Im Jahr 1955 heiratete sie Hanspeter Iff.
Nach einem kurzen Aufenthalt in der Westschweiz absolvierte sie 1949 den Vorkurs an der Kunstgewerbeschule Zürich. Es folgte von 1950 bis 1953 das Studium in der Fotoklasse unter Hans Finsler.
In ihrer Studienzeit entstanden erste Reportagen über die Thurgauer Maler Carl Roesch und Adolf Dietrich.
Nach der Ausbildung war Susi Ruth Iff Kolb als freie Fotografin tätig. Sie fotografierte für die Schaffhauser Industrie wie beispielsweise die Georg Fischer AG oder die Nährmittelfirma Knorr in Thayngen. In den Jahren 1954 und 1955 war sie Fotografin in der medizinischen Abteilung des Thurgauischen Kantonsspitals in Münsterlingen unter Professor Adolf Ritter. Sie porträtierte neben Familien auch Künstler wie den Pianisten Adrian Aeschbacher und arbeitete für verschiedene Zeitschriften, darunter die Kulturzeitschrift «Du».
Sie unterbrach ihre Laufbahn als Fotografin nach der Geburt des vierten Kindes. 1975 zog sie mit ihrer Familie nach Wald. In den Achtzigerjahren baut sie das Polarity Bildungszentrum in Zürich auf.
Im Jahr 2020 stellte sie im Kunstmuseum Thurgau einige ihrer Fotografien aus den 1950er Jahren aus.